# Loxophlebia diaphana
Loxophlebia diaphana är en fjärilsart som beskrevs av Jan Sepp 1848. Loxophlebia diaphana ingår i släktet Loxophlebia och familjen björnspinnare. Inga underarter finns listade i Catalogue of Life.